# Hussain Al-Sibyani
Hussain Al-Sibyani (en árabe: حسين الصبياني‎; 24 de junio de 2001) es un futbolista saudí que juega en la demarcación de Lateral izquierdo para el Al-Shabab Club de la Liga Profesional Saudí.

## Selección nacional
Tras jugar en la selección de fútbol sub-20 de Arabia Saudita y en la sub-23, hizo su debut con la selección absoluta el 12 de enero de 2023 en un encuentro de la Copa de Naciones del Golfo de 2023 contra Omán que finalizó con un resultado de 1-2 a favor del combinado omaní tras el gol de Turki Al-Ammar para Arabia Saudita, y de Harib Al-Saadi y Rabia Al-Alawi para Omán.

## Clubes
| Club           | País           | Año   | Partidos | Goles |
| -------------- | -------------- | ----- | -------- | ----- |
| Al-Shabab Club | Arabia Saudita | 2021- | 26       | 0     |